# Tiro esportivo nos Jogos Pan-Americanos de 2019 - Fossa olímpica masculino
A categoria da fossa olímpica masculino foi um dos eventos do tiro esportivo nos Jogos Pan-Americanos de 2019, em Lima. Foi disputada nos dias 29 e 30 de julho no Las Palmas Range.

## Calendário
Horário local (UTC-5)
| Data        | Horário | Fase               |
| ----------- | ------- | ------------------ |
| 29 de julho | 09:00   | Qualificação dia 1 |
| 30 de julho | 09:00   | Qualificação dia 2 |
| 30 de julho | 14:30   | Final              |

## Medalhistas
| Ouro   | USA Brian Burrows   |
| Prata  | USA Derek Haldeman  |
| Bronze | BRA Roberto Schmits |

## Resultados

### Qualificação
| ´Pos. | Atiradora           | Nacionalidade            | 1  | 2  | 3  | 4  | 5  | Desempate | Total | Notas |
| ----- | ------------------- | ------------------------ | -- | -- | -- | -- | -- | --------- | ----- | ----- |
| 1     | Jorge Orozco        | MEX México               | 25 | 25 | 25 | 25 | 23 | —         | 123   | Q     |
| 2     | Alessandro de Souza | PER Peru                 | 23 | 25 | 24 | 25 | 25 | —         | 122   | Q     |
| 3     | Roberto Schmits     | BRA Brasil               | 23 | 23 | 25 | 25 | 24 | 5         | 120   | Q     |
| 4     | Derek Haldeman      | USA Estados Unidos       | 24 | 24 | 25 | 23 | 24 | 4         | 120   | Q     |
| 5     | Brian Burrows       | USA Estados Unidos       | 24 | 24 | 23 | 24 | 24 | —         | 119   | Q     |
| 6     | Matthew Van Haaren  | CAN Canadá               | 23 | 22 | 23 | 24 | 24 | 1         | 116   | Q     |
| 7     | Eduardo Taylor      | PAN Panamá               | 23 | 25 | 22 | 23 | 23 | 0         | 116   |       |
| 8     | Asier Cilloniz      | PER Peru                 | 21 | 22 | 24 | 23 | 25 | —         | 115   |       |
| 8     | Danilo Guarnieri    | COL Colômbia             | 23 | 23 | 23 | 23 | 23 | —         | 115   |       |
| 10    | Fernando Meneghel   | BRA Brasil               | 24 | 25 | 24 | 19 | 23 | —         | 115   |       |
| 11    | Jean Brol           | GUA Guatemala            | 23 | 23 | 24 | 23 | 22 | —         | 115   |       |
| 12    | Franco González     | URU Uruguai              | 25 | 21 | 24 | 24 | 21 | —         | 115   |       |
| 13    | Gianluca Dapelo     | CHI Chile                | 24 | 23 | 25 | 23 | 20 | —         | 115   |       |
| 14    | Curtis Wennberg     | CAN Canadá               | 22 | 23 | 21 | 25 | 23 | —         | 114   |       |
| 15    | Leonel Martínez     | VEN Venezuela            | 23 | 21 | 23 | 24 | 22 | —         | 113   |       |
| 16    | Cláudio Vergara     | CHI Chile                | 23 | 24 | 22 | 21 | 22 | —         | 112   |       |
| 17    | Manuel García       | PAN Panamá               | 21 | 22 | 23 | 21 | 24 | —         | 111   |       |
| 17    | Eduardo Casasnovas  | DOM República Dominicana | 22 | 20 | 21 | 25 | 23 | —         | 111   |       |
| 19    | Fernando Borello    | ARG Argentina            | 21 | 20 | 24 | 23 | 22 | —         | 110   |       |
| 19    | David Yunes         | DOM República Dominicana | 21 | 22 | 23 | 24 | 20 | —         | 110   |       |
| 21    | Jesús Balboa        | MEX México               | 21 | 22 | 20 | 22 | 22 | —         | 107   |       |
| 21    | Hebert Brol         | GUA Guatemala            | 24 | 17 | 24 | 21 | 21 | —         | 107   |       |
| 23    | Fernando Vidal Sanz | ARG Argentina            | 21 | 23 | 21 | 21 | 21 | —         | 107   |       |
| 24    | Henry Arroyo        | BOL Bolívia              | 20 | 21 | 21 | 22 | 22 | —         | 106   |       |
| 25    | Justin St John      | BAR Barbados             | 22 | 21 | 20 | 21 | 19 | —         | 103   |       |
| 26    | José Gómez          | PAR Paraguai             | 20 | 21 | 20 | 16 | 22 | —         | 99    |       |
| 26    | César Menacho       | BOL Bolívia              | 19 | 18 | 20 | 21 | 21 | —         | 99    |       |
| 28    | Paulo Reichardt     | PAR Paraguai             | 20 | 22 | 22 | 18 | 17 | —         | 99    |       |
| 29    | Robert Auerbach Jr  | PUR Porto Rico           | 18 | 24 | 16 | 20 | 18 | —         | 96    |       |
| 30    | Pedro Lanza         | PUR Porto Rico           | 18 | 18 | 19 | 19 | 20 | —         | 94    |       |
| 31    | Anthony Maraj       | TTO Trinidad e Tobago    | 9  | 10 | 8  | 7  | 9  | —         | 43    |       |

### Final
| Pos.              | Atirador            | Nacionalidade      | Pontos | Pratos | Notas |
| ----------------- | ------------------- | ------------------ | ------ | ------ | ----- |
| Medalha de ouro   | Brian Burrows       | USA Estados Unidos | 43     | 50     |       |
| Medalha de prata  | Derek Haldeman      | USA Estados Unidos | 40     | 50     |       |
| Medalha de bronze | Roberto Schmits     | BRA Brasil         | 32     | 40     |       |
| 4                 | Alessandro de Souza | PER Peru           | 28     | 35     |       |
| 5                 | Jorge Orozco        | MEX México         | 20     | 30     |       |
| 6                 | Matthew Van Haaren  | CAN Canadá         | 15     | 25     |       |